# Tasejeva
De Tasejeva (Russisch: Тасеева), vroeger ook Tasejevo (Тасеево) genoemd, is een 116 kilometer lange rivier in het zuidwesten van Oost-Siberië, in de Russische kraj Krasnojarsk. Het is een zuidelijke (linker) zijrivier van de Angara, die ongeveer 60 kilometer verderop in de Jenisej stroomt. De naam werd gegeven door Russische zemleprochodtsy in de 17e eeuw en verwijst naar de Toengoezische (Evenkische) vorst Tasseja, wiens stam destijds aan deze rivier woonde.
De rivier ontstaat ergens in het midden van de kraj Krasnojarsk door de samenstroom van de rivieren Tsjoena en Birjoesa in het zuidwesten van het Midden-Siberisch Bergland, op ongeveer 100 kilometer stroomopwaarts van de plaats Oest-Je. De rivier stroomt van daaruit in westelijke en vervolgens noordnoordwestelijke richting langs de plaatsen Sljoedroednik en Pervomajsk om iets verderop uit te stromen in de Angara. Bij haar monding vormt de Angara een aantal riviereilanden, waarvan (achtereenvolgens) Sosnovy, Plechanov en Pochranov de grootste zijn. Iets ten westen ligt stroomafwaarts van de Angara de nederzetting Koelakovo.
De rivier is bevaarbaar en wordt gebruikt voor de vlotterij. De Tasejeva wordt vooral gevoed door regen en sneeuw. Hoogwater duurt van mei tot september met de hoogste waterniveaus traditioneel in mei. De rivier is bevroren van oktober, begin november tot eind april, eerste helft van mei.
De rivier stroomt door gebieden met hoge oevers, waarbij de bergen hoger zijn aan de linkeroever. Aan de oever nabij de instroom van de belangrijkste zijrivier de Oesolka (aan linkerzijde) bevinden zich bodemlagen uit het Siluur en Devoon, bestaande uit schisten, leisteen en (volgens het Brockhaus en Efron Encyclopedisch Woordenboek) pestry pestsjanik (wat in Duitsland buntsandstein wordt genoemd).